# Eskil Roos
Eskil Roos, född 4 juni 1921, död 19 oktober 1987, var överstelöjtnant i Frälsningsarmén och översättare av sångtexter.
Som Frälsningsofficer har han tjänstgjort i Sverige, Island, Chile, Bolivia och Panama. Chefredaktör för FA:s publikationer (Stridsropet med fler), litteratursekreterare. Medarbetare av Sampsalmkommittén.

## Sångtexter
- Från källans djup jag längtar få av vattnet som livet mig ger